# 金靂
金靂（Gimli），是英國作家約翰·羅納德·鲁埃爾·托爾金的史詩奇幻小說《魔戒》中的人物。屬於都靈部族的矮人族，被選中護送佛羅多·巴金斯摧毀至尊魔戒，成為魔戒遠征隊成員之一，是高尚和堅韌的戰士，以戰斧為武器。金靂是當代奇幻矮人的始祖。

## 生平
金靂出生於第三紀元2879年，是矮人葛羅音之子，葛羅音是比爾博·巴金斯冒險的十三位矮人同伴之一，他亦是第一名甦醒的矮人不死的都靈後代。都靈部族的矮人铁脚王丹恩二世是金靂的堂伯。雖然他貴為王族，但份屬旁支，無緣繼承王位。金靂的另一位堂伯，巴林，亦是比爾博·巴金斯的冒險同伴之一，巴林是最後一位摩瑞亞之王。
金靂與大部分矮人一樣，性格急躁且多疑，但仍非常勇敢、忠誠和強悍。在第三紀元2941年，時年62歲的金靂一度想跟隨父親葛羅音一起加入索林·橡木盾收復孤山的遠征軍，但其他矮人認為他「太年輕了」而未讓他加入。
金靂首次出現在瑞文戴爾的愛隆會議，與父親葛羅音一起參加愛隆主持的會議，帶來了有關孤山的消息。後來，他亦加入了魔戒遠征隊，起初經常與同是魔戒遠征隊成員的精靈王子勒苟拉斯時有衝突，這是因為精靈和矮人在遠古時代的戰爭結下世仇，而勒苟拉斯的父親瑟蘭督伊曾經囚禁葛羅音（可見《哈比人歷險記》）。雖然如此，金靂和勒苟拉斯由於彼此互相欣賞和尊敬，逐漸變成好友。
當魔戒遠征隊穿越摩瑞亞礦坑時，金靂表現得異常興奮，希望能夠在這裡碰上由巴林所率領的族人，可是，他的希望落空了，摩瑞亞礦坑已被半獸人佔領，巴林及其所率領的族人全軍覆沒。魔戒遠征隊受到半獸人及炎魔襲擊。在甘道夫和炎魔墮下深淵後，魔戒遠征隊逃離摩瑞亞礦坑，接著必須通過精靈居住的羅斯洛立安，但那裡並不歡迎矮人，金靂如果要進入羅斯洛立安，必先讓他蒙上雙眼，這幾乎導致精靈和矮人大打出手，幸得亞拉岡化解。
然而，金靂對精靈的顧忌隨著遇見羅斯洛立安的凱蘭崔爾女皇而煙消雲散，她的美麗、仁慈和睿智為金靂留下深刻印象，當凱蘭崔爾女皇要金靂提出他想要的禮物時，金靂要求的並不是甚麼寶物，而是凱蘭崔爾女皇的幾根頭髮，並表示會永遠珍藏，精靈和矮人亦因金靂而重新交好（當時金靂的要求令到在場的精靈非常轟動，更令精靈震驚的事是凱蘭崔爾答應金靂的要求。托爾金另一部作品《未完成的故事》記載，數以萬年計前，諾多族最偉大的精靈，後來成為諾多族最高君王的費諾，從凱蘭崔爾閃耀金光的頭髮中得到靈感，打造精靈寶鑽，他想向侄女凱蘭崔爾拿一根頭髮來研究，但凱蘭崔爾拒絕了費諾。由於金靂的謙卑，凱蘭崔爾不但答應他，而且一給就是三根，難怪眾人騷動。）在羅斯洛立安的這一段時間，金靂和勒苟拉斯成為莫逆之交。
金靂對凱蘭崔爾的敬愛也進一步展示出來。洛汗王子伊歐墨聽信謠言從而對凱蘭崔爾產生厭惡，金靂卻以嚴詞極力迴護，這次紛爭也再次被亞拉岡化解。
其後，金靂參與聖盔谷之戰，展示出他英勇的作戰能力。在這場戰爭，金靂和勒苟拉斯進行殺敵比賽，結果金靂勝出（金靂殺了四十二隻半獸人，勒苟拉斯殺了四十一隻半獸人）。聖盔谷之戰結束後，勒苟拉斯許諾在中土大陸恢復和平後與金靂旅遊（後來果然兌現了承諾，金靂和勒苟拉斯共遊法貢森林）。他們的友誼是跨越偏見的典範，他們甚至共乘一騎。
金靂也與勒苟拉斯追隨亞拉岡步入亡者之道，並參與了魔戒聖戰中的帕蘭諾平原戰役及黑門之戰。
在魔戒聖戰以後，金靂帶領族人前往聖盔谷建立一個新的矮人國度，成為第一任閃耀洞穴的主人，並致力於戰後的修復工作，他們更為米那斯提力斯建造全新的秘銀和鋼製城門，改善了整個城市的格局。
根據西境紅皮書的記載，亞拉岡駕崩後，金靂已經262歲，金靂及勒苟拉斯在第四纪元120年一起乘船離開中土大陸。這是非常奇怪的一件事，因為矮人很難因一種情感捨棄中土大陸，至少矮人的創造者，大地之神奧力也這樣認為。維拉對艾爾達接受金靂的事嘖嘖稱奇（加上凱蘭崔爾極力爭取），於是同意金靂沿住筆直航道前往終極之岸維林諾，金靂是第一個，亦是唯一一個踏上阿門洲土地的矮人。

## 軼事
當魔戒聖戰結束後，繼任洛汗王的伊歐墨回到剛鐸取回先王的遺體，在那裡，伊歐墨見到了成為皇后的愛隆王之女亞玟，以及羅瑞安的凱蘭崔爾女皇。金靂詢問伊歐墨王是否同意精靈女皇是世界上最美麗的女子，但是卻遭到伊歐墨王否決，他的理由是：「如果我在其他地方看到她(凱蘭崔爾女皇)，我一定如你的願。但是，現在，我必須將亞玟皇后擺在第一位，我已經準備好為她而戰了。」而金靂也能夠體會伊歐墨的看法，並說「你選擇了暮色，但我愛的是晨光。我心中明白，這晨光很快就會消逝在世間。」

## 改編描述
在雷夫·巴克希的動畫電影《魔戒》，金靂由大衛·巴克配音。

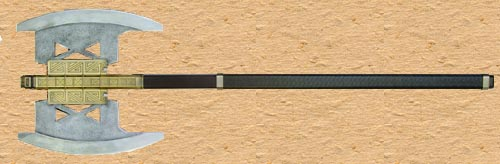
《魔戒》電影中金靂使用的雙刃戰斧。

在彼得·傑克森執導的《魔戒電影三部曲》，金靂由約翰·里斯·戴維斯飾演。影片裡他隨身攜帶多根戰斧，包括兩根投擲斧、一根手斧、一根戰斧（平時當拐杖用）以及從巴林墓室裡得來的一根雙刃戰斧。
雖然金靂並未在之後的《哈比人電影系列》中正式出場，但於《哈比人：荒谷惡龍》裡，矮人葛羅音身上的一個挂墜盒內有金靂和他妻子的畫像，勒苟拉斯見到後便誤以為金靂是「變種哥布林」，使葛羅音十分氣憤。